# Kohoutek 4-55
Kohoutek 4-55 (kurz K 4-55) ist ein planetarischer Nebel im Sternbild Schwan, welcher etwa 4600 Lichtjahre von der Erde entfernt ist.